# اردک در سس پرتقال
اردک در سس پرتقال (انگلیسی: Duck in Orange Sauce) فیلمی ایتالیایی در سبک کمدی به کارگردانی لوچانو سالچه است که در سال ۱۹۷۵ منتشر شد. از بازیگران آن می‌توان به اوگو تونیاتسی، مونیکا ویتی، باربارا بوشه، توم فلگی و آنتونیو آلوکا اشاره کرد. مونیکا ویتی برای این فیلم برنده جایزه دیوید دی دوناتلو و همچنین ربان نقره‌ای بهترین بازیگر زن شد.